# Frana di Agrigento del 1966
La frana di Agrigento è stato un movimento franoso che nella mattina del 19 luglio 1966 ha investito parte della città di Agrigento, in Sicilia, senza causare vittime ma danneggiando gravemente svariati edifici che furono perlopiù demoliti e provocando lo sfollamento di migliaia di abitanti.

## Antefatti
Gli anni '60 furono caratterizzati da un forte boom edilizio durante il quale il territorio di Agrigento fu ampiamente lottizzato ed edificato, nonostante mancasse ancora un piano regolatore. I nuovi edifici tuttavia erano spesso non a norma perché privi di licenza o difformi rispetto al progetto approvato. L'espansione edilizia riguardò soprattutto la località Sottogas, sul versante orientale dell'antico abitato di Agrigento, zona archeologica (come dimostrato dal ritrovamento di una necropoli di età ellenistica) e notoriamente franosa dove sorsero casermoni in cemento armato alti diversi metri che occultavano il magnifico panorama verso il paesaggio circostante della Valle dei Templi. Nacquero così i quartieri lungo gli attuali assi viari di Via Manzoni e Via Dante in maniera disordinata e caotica. La frana di Agrigento è dunque l'esempio più eclatante degli effetti della speculazione edilizia di quel decennio, evento che susciterà uno scandalo di proporzioni nazionali che porterà alla formulazione della cosiddetta "Legge Ponte" (legge 6 agosto 1967, n. 765). La stampa intanto parlava di “sacco di Agrigento“, similmente a quanto accaduto a Palermo.

### Frane precedenti
Il Centro Storico di Agrigento ha avuto una storia segnata da crolli e distruzioni causati da eventi bellici, naturali e soprattutto dall'opera umana: in alcuni casi si cominciarono a costruire edifici incuranti della natura argillosa del terreno, in altri i dissesti o i cedimenti stradali furono causati dal collasso degli antichissimi ipogei di Agrigento. Infatti, chi aveva scavato in antico queste gallerie aveva avuto l'accortezza di non edificare nell'area soprastante, con la consapevolezza dell'attitudine franosa del terreno.
- 15 settembre 1925: Durante i lavori di costruzione della galleria sotto il colle di Agrigento, tunnel di collegamento tra la Stazione Centrale e la Stazione Bassa delle Ferrovie dello Stato, si verificano dei movimenti franosi che indussero gli addetti ai lavori a modificare il progetto di scavo a seguito di infiltrazioni di acqua in uno strato vischioso fino alle argille. Si profilarono, quindi, difficoltà tecniche che portarono alla necessità di consolidamenti più robusti, data la natura morfologica del sottosuolo Girgentano. In quell'occasione fu seriamente danneggiato il soprastante Convento del Carmine, poi crollato.
- Luglio 1943: Le truppe alleate anglo-americane bombardano la città di Agrigento provocando centinaia di morti, danneggiando migliaia di abitazioni (7526)
- 28 febbraio 1944: Nella parte alta della città si verifica un movimento franoso che interessa metà della piazza Bibbirria, Via delle Mura fino alla parete settentrionale del Seminario, alle sottostanti vie ed alla linea ferroviaria che collega la Stazione Agrigento Bassa con la Stazione Centrale di Agrigento
- Nel 1958 si verifica un'altra frana nella zona della Bibbirria, di proporzione ridotte rispetto alla precedente. Ma in questo caso si ad essere maggiormente danneggiate furono proprio quelle abitazioni civili costruite senza fondamenta, nel 1943, dalle stesse famiglie rimaste senza casa a seguito dei bombardamenti[10].

### Prima del disastro
- 16 giugno 1945: La città di Agrigento viene inserita nel primo elenco dei centri sinistrati. Tra i firmatari del suddetto elenco risulta Palmiro Togliatti, l'allora Ministro della Giustizia.
- 1945: Al censimento del 1945 risultano residenti nella città di Agrigento 37 814 abitanti; gli edifici per abitazione sono 15.889.
- 1947: La Soprintendenza alle Antichità inizia le operazioni di vincolo ai sensi della legge 1º giugno 1939 n. 1089.
- 19 dicembre 1947: Con il Decreto Luogotenenziale, Agrigento è incluso nell'elenco degli abitati da consolidare a cura dello Stato. In questo Decreto viene allegato una cartina in cui viene circoscritta la zona soggetta a consolidamento, in un'area di circa 318,15 Metri quadrati, della parte Ovest del colle di Agrigento. Agrigento viene riconosciuta come centro gravemente danneggiato da eventi bellici e calamità naturali, con una percentuale maggiore del 40%, ma l'unica opera di rilievo è stato la ricostruzione del muraglione a sostenere la Piazza Bibbirria, danneggiata dalla frana del 1944.
- 1951: Nuovo censimento, i residenti sono 40.491; i vani ricostruiti sono 21.834. Le condizioni economiche della città sono critiche a causa della passata guerra e della frana del 1944.
- 24 gennaio 1953: A dieci anni dai bombardamenti, Agrigento viene obbligata a redigere un piano di ricostruzione con un Decreto Ministeriale che pone la città al 36º posto dei Comuni danneggiati.
- 18 novembre 1954: Viene presentato il Piano Particolareggiato che comprende due zone di estensione: a Sud-Est e a Sud-Ovest della Città dei Templi, per un'area complessiva di 24,39 ettari per 3 000 abitanti. Nel Piano sono anche previste nuove sedi stradali di comunicazione.
- 1955: Iniziano le polemiche per le nuove costruzioni spesso senza licenza. Contrasti burocratici tra il comune e la Soprintendenza alle antichità per vincoli territoriali della Valle dei Templi.
- 1957: Il comune di Agrigento approva Il Piano di fabbricazione allegato al Regolamento Edilizio, redatto dai capigruppo consiliari dei partiti politici.
- 1958: Nella zona di Piazza Bibirria si verifica una frana di lieve entità, che provoca dissesti ai fabbricati costruiti in una zona notoriamente di origine franosa.
- 1959: Prima esplosione urbanistica dal dopoguerra: si costruiscono 1440 vani, a sud e ad ovest della collina vecchia Girgenti.
- 1960: Continua l'espansione urbanistica con la costruzione dei palazzoni detti grattacieli, Vita e Riggio, insieme ad altri palazzoni lungo la Va Empedocle, con il benestare della Soprintendenza alle Belle Arti.
- 27 giugno 1961: Scoppia il caso dell'abusivismo edilizio. La Stampa comincia ad interessarsi alla situazione edilizia di Agrigento con i primi articoli sui maggiori quotidiani italiani.
- 13 marzo 1963: In Consiglio Comunale sono presentate le prime interrogazioni ed interpellanze da alcuni consiglieri sulla situazione disastrosa edilizia.
- 18 novembre 1963: Anche l'antimafia si interessa alla situazione edilizia di Agrigento, con ispezioni straordinari alle istituzioni territoriali.
- Febbraio 1964: il Presidente della Regione Siciliana Giuseppe D'Angelo ordina un’ispezione straordinaria presso il comune di Agrigento. Gli esiti di quell’inchiesta, condotta dal vice prefetto Di Paola e dal maggiore dei Carabinieri Barbagallo, fanno emergere numerose irregolarità nella concessione delle licenze edilizie ma la relazione viene ignorata.[2][8]
- 1964: La Commissione provinciale per la tutela delle bellezze naturali ed ambientali riduce i vincoli di fabbricazione di alcune zone del Centro Storico.
- 26 febbraio 1965: Si infiamma la polemica tra il Ministero della Pubblica Istruzione, l'Assessorato Regionale al Turismo, l'Amministrazione Comunale e la Commissione Provinciale per la tutele delle bellezze naturali, sui punti di belvedere della città.
- 7 luglio 1966: Il Consiglio Comunale approva il Piano Edilizio e di Fabbricazione.
- 19 luglio 1966: Frana la parte occidentale della città.

## Storia
Nella mattina del 19 luglio 1966, intorno alle 7:00, furono avvertiti i primi movimenti franosi sulla collina occidentale della città nei quartieri Rabato e dell'Addolarata, con il crearsi delle prime fenditure sulle strade. Grazie all'avvertimento lanciato per tempo dal netturbino Francesco Farruggia, i cittadini poterono mettersi in salvo prima che la frana danneggiasse gravemente gli edifici dei due quartieri trascinandosi fino al centro storico e alla valle dei templi.
Il quotidiano L'Ora, uscito in edizione speciale, commentò:
Notevoli i danni nel centro storico, della parte ovest della collina franata: molti piani viari dissestati e danni ai palazzi di recente costruzione, alcuni dei quali precauzionalmente abbattuti. La parte più colpita è la zona sud-ovest del quartiere dell'Addolorata (la cui faglia si è posta in modo trasversale al tracciato delle antiche mura di cinta, non più esistenti, del quartiere Rabato) e il quartiere di S. Michele, nella parte nord-ovest della città antica, dai quali si decreta lo sgombero di oltre 5000 senzatetto: l'evento si verifica tra via Dante, via S. Stefano e la discesa per Porto Empedocle.

### Danni architettonici
Tutti i caseggiati e le abitazioni ubicati nella zona, vengono rasi al suolo con la sola eccezione della settecentesca chiesa dell'Addolorata. La demolizione colpisce anche la trecentesca chiesa di S. Michele, ormai irrecuperabile; rimangono gravemente lesionate la cattedrale di San Gerlando, la curia vescovile e la chiesa di S. Alfonso detta anche dell'Itria, edifici che si trovano sulla sommità del ciglio roccioso della collina occidentale. Il Museo diocesano (Agrigento), inaugurato pochi anni prima, viene sgombrato e sarà restaurato.
Non vengono invece interessati da alcun intervento i quartieri di S. Croce, i Cortili Genco, Avvampavalori e il Largo Cubaitari, splendidi esempi di architettura contadina del quartiere Rabato, che si trovano a fianco della faglia.
Nel 1980, l'allora sindacalista del SUNIA Calogero Miccichè, è promotore di una battaglia per la salvaguardia di questi edifici grazie alla quale la Soprintendenza di Agrigento sollecita il comune affinché ne inserisca il recupero nel Piano particolareggiato. Il progetto viene approvato ma il Comune, diventato proprietario di tutta l'area abbandonata, non porta avanti il progetto di recupero nonostante i successivi piani approvati nel 1984 e nonostante i 16 miliardi di lire stanziati dall'Assemblea Regionale Siciliana.

## Conseguenze
- 21 luglio 1966: Il ministro dei Lavori Pubblici Giacomo Mancini visita i luoghi del disastro: annuncia che la frana si è fermata e che verrà subito istituita una Commissione tecnica di indagine per conoscere le cause che hanno determinato il movimento franoso.
- 23 luglio 1966: Viene disposta un'ordinanza di sgombero nelle Zone A, B e C che delimitano le zone della parte occidentale della città interessate dal movimento franoso. Nello stesso giorno il ministro dei Lavori Pubblici Giacomo Mancini costituisce una Commissione di studio e d'indagine tecnica, presieduta dall'ing. Giorgio Grappelli.
- 25 luglio 1966: Arriva ad Agrigento il Presidente della Repubblica Giuseppe Saragat, accompagnato dal Presidente del Consiglio Aldo Moro. Dopo avere visitato gli sfollati ospitati nelle tendopoli, Saragat vuole ringraziare il netturbino Ciccio Farruggia per il suo coraggio e senso di abnegazione[11].
- 26 luglio 1966: da un'intervista concessa a "L'Ora" dai maggiori docenti dell'Università di Palermo, è emerso che

- La zona nella quale si è prodotta la frana era notoriamente in dissesto già da diversi anni.
- Ed è stato quindi imprudente costruire su questa zona nuove abitazioni che con il loro peso hanno inciso notevolmente sulla roccia franosa.
- Secondo gli esperti, la frana potrebbe continuare ancora. Dipenderà dall'intensità delle piogge invernali.
- Le abitazioni che si trovano ai margini della zona franata potranno essere riabitate, in attesa della costruzione di un nuovo quartiere decentrato.
- 30 luglio 1966: Viene pubblicato sulla Gazzetta Ufficiale della Regione Siciliana la legge n.21, approvata dall'Assemblea Regionale Siciliana il 22 luglio, con la quale si stanzia un miliardo di lire come fondo straordinario per la costruzione di alloggi per i sinistrati della città di Agrigento, e seguito dell'evento calamitoso del 19 luglio 1966. Con questo finanziamento si costruiscono 114 alloggi prefabbricati nella vicina frazione di Villaseta.
- Il consiglio dei Ministri emana il decreto legge n.590 con il quale si stabiliscono i provvedimenti a favore della città di Agrigento, con una serie di norme di pronto intervento. Il decreto di perimetrazione  Gui-Mancini verrà emanato il 16 maggio 1968.
- 4 agosto 1966: I fatti di Agrigento scuotono l'opinione pubblica nazionale, e numerosi furono le reazioni della politica. Memorabile fu l'accesissima critica del deputato del PCI Mario Alicata, che si spense all'improvviso il 5 dicembre 1966, poche ore dopo il suo secondo intervento sulla frana di Agrigento.
- 12 agosto 1966: La Procura della Repubblica di Agrigento mette sotto sequestro di tutti gli atti del Comune relativi alle licenze edilizie dal 1955 in poi.
- 2 settembre 1966: L'Assemblea Regionale siciliana inizia il dibattito sulla mozione presentata dall'onorevole Pio La Torre in merito ai tragici fatti di Agrigento del 19 luglio 1966. Nelle sedute successive, intervengono anche alcuni deputati agrigentini.
- 8 ottobre 1966: La Commissione ministeriale d'indagine, presieduta da Michele Martuscelli, consegna al Ministro Giacomo Mancini la complessa indagine amministrativa svolta in brevissimo tempo.[3]
- dicembre 1966: Le organizzazioni sindacali degli edili promuovono manifestazioni di protesta per l'eccezionale crisi occupazionale che ha investito il settore delle costruzioni. Si costituisce un comitato civico che contesta le misure restrittive nel campo urbanistico contenute nella legge n. 749/66. Nella città cresce il malcontento, i senza tetto, i disoccupati, gli artigiani, i commercianti e i piccoli e medi imprenditori edili organizzano a fine dicembre una delle più imponenti manifestazioni di protesta cittadina. Mentre le ruspe e i camion paralizzano le vie di accesso alla città, folle di dimostranti assaltano il Comune e il Genio Civile e dalle finestre si buttano suppellettili e importanti documenti e progetti edilizi da bruciare. Si verificano scontri e tafferugli con la polizia, con qualche ferito. L'indomani vengono arrestati una decina di operai e qualche imprenditore.
- dicembre 1967: A seguito dei provvedimenti giudiziari che coinvolgono tutti i Sindaci e gli Assessori succedutosi dal 1960 al 1966 per il  sacco di Agrigento, si scioglie anticipatamente il Consiglio comunale. Fino alle elezioni amministrative del maggio 1970 il comune verrà retto da un Commissario Regionale.
- 16 maggio 1968: Con Decreto ministeriale a firma dei Ministri Gui e Mancini viene stabilito il perimetro della Valle dei Templi di Agrigento.
- 14 aprile 1972: Il consiglio comunale approva il nuovo Regolamento edilizio e il Piano di fabbricazione.